# 4×4 EVO 2
4×4 EVO 2 es un videojuego desarrollado por Terminal Reality para PlayStation 2, Xbox, GameCube, Microsoft Windows y Mac OS X. Es la secuela de 4×4 Evolution y presenta más camiones, y más pistas de carreras que el juego original. 4×4 EVO 2 es un videojuego de carreras en que el punto general del juego es cruzar la línea de meta antes que los otros vehículos. Los cursos están principalmente en ambientes extremos como desiertos, cañones, y otros lugares fuera de la carretera. A los jugadores se le permite personalizar su vehículo a su gusto con una variedad de motores, suspensiones, llantas, neumáticos, y otras partes y modificaciones.

## Jugabilidad

### Equipos
Hay un total de 9 equipos en el modo de carrera de 4×4 Evolution 2, uno para cada fabricante del vehículo.
Hay normalmente dos vehículos del equipo por equipo. La versión en GameCube incluye varios vehículos adicionales que no están en otras versiones.

### Misiones
Hay muchas misiones en este juego que puede mantener a los jugadores entretenidos durante mucho tiempo.
Hacer las misiones desbloquea más pistas, junto con dinero extra para gastar en carrera.

### Pistas
Hay muchas pistas incluidas en 4×4 Evolution 2, directamente desde la plataforma. Todas las pistas contienen un cofre del tesoro que le da una cantidad aleatoria de dinero. El tesoro puede encontrarse en cualquiera de los modos de juego.
Una vez que es encontrado, no puede ser recibido de nuevo sin la necesidad de iniciar un nuevo juego.